# Basse-Kotto
Pour les articles homonymes, voir Kotto.
Basse-Kotto est une des 20 préfectures de République centrafricaine.
Sa superficie est de 17 604 km2 pour une population de 249 150 habitants. Son chef-lieu est Mobaye.

## Situation
| Ouaka | Haute-Kotto |        |
| Ouaka | Basse-Kotto | Mbomou |
|       | Nord-Ubangi |        |

## Histoire
La région de Basse-Kotto est créée en 1950 par la séparation de la partie sud-est de l'ancienne région de Ouaka-Kotto, elle prend pour chef-lieu la ville de Mobaye. Après l'indépendance elle devient la préfecture de Basse-Kotto.

## Administration
La Basse-Kotto constitue avec le Mbomou et le Haut-Mbomou, la région du Haut-Oubangui, portant le numéro 6 de la République centrafricaine.

### Sous-préfectures et communes
La Basse-Kotto est divisée en six sous-préfectures et quinze communes :
| - Sous-préfecture de Alindao : - Alindao - Bangui-Ketté - Bakou - Guiligui - Yambélé-Ewou |  |  | - Sous-préfecture de Kembé : - Kembé - Mboui - Sous-préfecture de Mingala : - Kotto - Séliba - Siriki |  |  | - Sous-préfecture de Mobaye : - Mobaye - Mbélima - Sous-préfecture de Satéma : - Kotto-Oubangui |  |  | - Sous-préfecture de Zangba : - Ouambé - Yabongo |

Les quinze communes de la Basse-Kotto sont constituées de 814 villages.
| Sous-préfectures | communes       | superficie (km²) | population (hab. 2015) | villages (nbre 2003) | quartiers (nbre 2003) |
| Alindao          | Alindao        | 48,58            | 18 104                 | 0                    | 71                    |
| Alindao          | Bakou          | 1 066,57         | 12 808                 | 41                   | 0                     |
| Alindao          | Bangui-Ketté   | 1 056,40         | 23 109                 | 81                   | 0                     |
| Alindao          | Guiligui       | 835,30           | 17 808                 | 57                   | 0                     |
| Alindao          | Yambélé-Ewou   | 1 848,96         | 10 324                 | 41                   | 0                     |
| Kembé            | Kembé          | 785,82           | 28 488                 | 44                   | 25                    |
| Kembé            | Mboui          | 1 492,62         | 18 637                 | 73                   | 0                     |
| Mingala          | Kotto          | 1 902,81         | 18 123                 | 70                   | 0                     |
| Mingala          | Séliba         | 1 708,48         | 7 695                  | 36                   | 0                     |
| Mingala          | Siriki         | 971,18           | 9 741                  | 49                   | 0                     |
| Mobaye           | Mobaye         | 272,56           | 24 040                 | 93                   | 14                    |
| Mobaye           | Mbélima        | 1 251,24         | 49 950                 | 150                  | 0                     |
| Satéma           | Kotto-Oubangui | 1 307,75         | 28 867                 | 71                   | 0                     |
| Zangba           | Ouambé         | 780,67           | 26 028                 | 103                  | 0                     |
| Zangba           | Yabongo        | 1 555,23         | 19 502                 | 89                   | 0                     |

## Économie
La préfecture se situe dans la zone de cultures vivrières à mil et manioc dominants, maïs, courges et haricots. Les cultures commerciales sont les palmiers à huile, café et tabac. La pêche fluviale traditionnelle est pratiquée sur les rivières Kotto et Oubangui.
L'industrie est présente par la centrale hydroéléctrique de Mobaye.